# Crkvica Majke Božje od Rozarija u Saborskom
Crkvica Majke Božje od Rozarija je crkva iz 1726. godine. Spomenik je kulture nulte kategorije i središnji simbol u službenom grbu Općine Saborsko. 
Crkva je sagrađena na temeljima starije crkve koja je najvjerojatnije bila porušena do temelja u naletima Osmanlija u 16. i 17. stoljeću. Stanovnici Saborskog su crkvicu nakon povratka iz progonstva.
Tijekom Agresije na Hrvatsku porušila ju je JNA. Obnovu financira Ministarstvo kulture.

## Vanjske poveznice
- Razrušena crkvica BDM od Rožarija
- TDaljnje informacije